# Минко (Оклахома)
Минко (енгл. Minco) град је у америчкој савезној држави Оклахома.

## Демографија
По попису из 2010. године број становника је 1.632, што је 40 (-2,4%) становника мање него 2000. године.
| Група             | 2000.         | 2010.         |
| Белци             | 1.524 (91,1%) | 1.454 (89,1%) |
| Афроамериканци    | 1 (0,1%)      | 2 (0,1%)      |
| Азијати           | 1 (0,1%)      | 3 (0,2%)      |
| Хиспаноамериканци | 58 (3,5%)     | 94 (5,8%)     |
| Укупно            | 1.672         | 1.632         |